# さわや書店
株式会社さわや書店（さわやしょてん）は、岩手県盛岡市に本社を置く書店チェーン。
本店は東山堂と並び、盛岡市街地の老舗書店として知られる。東京の有名書店から移籍した社員による、POP広告での販促活動や、「文庫X」といった独自の販促活動により、全国的なベストセラーを生んだ実績によって高い評価を得ている。

## 店舗

### 岩手県

#### 盛岡市
- 大通本店（本社。文部科学省&岩手県教育委員会指定検定教科書販売窓口）

〒020-0022　盛岡市大通二丁目2番15号（大通商店街アーケード沿い）
1階は地図・旅行書・文庫本・雑誌売場。2階は児童書・専門書・教育書・参考書売場・教科書販売窓口。3階以上の上層階はテナントビルとなっており、喫茶店・歯科医・セレクトショップ等のほか、盛岡のラーメン店チェーン「柳家」の本店も入居している。
- 盛岡駅フェザン店

〒020-0034　盛岡市盛岡駅前通1番44号　盛岡駅ビルフェザンおでんせ館1階
昭文社発行道路地図「県別マップル」シリーズを発行46都府県版全て取り扱うと共に、鉄道関連書籍も多数取り扱っている（「県別マップル」シリーズは他のさわや店舗の場合「地元岩手県版とその周辺　地域版のみを販売」し、他地区版は取り寄せ）。
2016年7月22日、同店の書店員の発案により、清水潔のノンフィクション『殺人犯はそこにいる：隠蔽された北関東連続幼女誘拐殺人事件』に特製カバーを付け中身を隠し『文庫X』として販売。その販売手法は大きな反響を呼び、同年11月下旬時点で全国600店以上の書店で『文庫X』が取り扱われるようになった。また、『殺人犯はそこにいる』の刊行部数も文庫X販売開始前は3万部だったが、12月上旬時点で18万部に達した。同年12月9日に同店開催のイベント『文庫X開き』で正体を明かした。また、『文庫X』に感銘を受けた橋爪ももが『歌手X』名義で『願い』と『私の涙で咲いた花』の2曲を収録したシングルCD『文庫Xの歌』を制作。2017年5月から9月16日まで同店で販売し300枚以上売り上げた。同年10月25日、 徳間ジャパンコミュニケーションズより『小さな声』を追加収録したメジャー盤『願い』が発売された。
- 雑貨店「Porta Magica（ポルタマジカ）」

〒020-0034　盛岡市盛岡駅前通1番44号　盛岡駅ビルフェザン本館2階
- 「ORIORI（おりおり）」

〒020-0034　盛岡市盛岡駅前通1番44号　盛岡駅ビルフェザン本館3階
フェザン大規模改装に合わせて2017年5月19日開店。書籍・CD・BD/DVDソフト販売コーナー。
- 松園店

〒020-0105　盛岡市北松園二丁目13番1号　ユニバース盛岡松園店内

#### 岩手郡雫石町
- 雫石店

〒020-0544　岩手郡雫石町柿木98番地1　ビッグハウス雫石店内（国道46号沿い）

#### 釜石市
- 釜石店

〒026-0043　釜石市新町14番48号　ジョイス釜石店内
- イオンタウン釜石店

〒026-0011　釜石市港町二丁目1番1号　イオンタウン釜石1階

### 青森県

#### 青森市
- 青森駅ラビナ店

〒038-0012 青森市柳川1丁目1番1号　青森駅ビル「ラビナ」4階

#### 上北郡野辺地町
- 野辺地店

〒039-3171　上北郡野辺地町字二本木24番地1　マックスバリュ野辺地店内（国道4号沿い）
昭文社「県別マップル」シリーズは地元青森県版とその周辺地域版のみを取り扱っている（他地域版は取り寄せによる販売）。

### 過去の店舗

#### 盛岡市
- さとう店 - 盛岡市緑が丘四丁目のショッピングセンター「GA ONE」内にあったが、2004年を以て閉店。
- momo - 本店隣の絵本・漫画専門棟。閉店し本店に吸収。
- 太田店 - 太田ショッピングプラザ（テナントにかしむら→ベルプラス[7]）内にあったが、2009年11月5日を以て閉店、解体。[8]
- 上盛岡店 - 上盛岡ショッピングプラザ内（JR山田線上盛岡駅北側）にあったが、2017年3月31日を以て閉店（跡地にはマツモトキヨシが入居）。
- 仙北店(2018年10月31日で閉店)

（ワオ・コーポレーション=能開センターとフランチャイズ契約している学習塾「個別指導Axis盛岡仙北校」を店舗2階に併設）
〒020-0863　盛岡市南仙北一丁目21番43号（岩手県道16号盛岡環状線&岩手県道120号不動盛岡線=仙北町通り沿い）

#### 滝沢市
- 巣子店（2019年2月17日で閉店）

ユニバース巣子店の別館にユニバースの酒類販売コーナーと当店が半分ずつ利用する形で店舗があった。
賃貸借契約満了を迎えるユニバース巣子店、近隣店舗の（旧）ユニバースみたけ店を事実上のスクラップアンドビルドで移転開店した（新）みたけ店の開店後、巣子店の賃貸借契約満了に伴い巣子店が閉店する運びとなった為、同店も同時に閉店した。
〒020-0611　滝沢市巣子156番地6　ユニバース滝沢巣子店別館内（国道4号沿い）

## 「honya Club」ポイントカード
- 盛岡大通本店・盛岡駅フェザン店&本館3階「ORIORI」・イオンタウン釜石店は「Honya Club」に加盟しており、「Honya Clubカードポイント」に対応している（電子マネー・クレジットカード機能は非搭載。税抜き200円ごとに1ポイント付与され、貯めたポイントは「1ポイント1円単位」で利用可能。ポイントは「最終利用日から起算して1年間有効」となっており、この間にポイント加算又は利用が無い場合はポイントが失効する。通常の2倍～5倍のポイントが付与される「Honya Club加盟全店一斉特別セール」も年に数回開催）。
- 「honya Club」サイト内「マイページ」項では「登録した自分のカードポイント残高が店頭購入分とサイト購入分とで別々に表示」される。「Honya Club」サイト購入で貯めたポイントは店頭ポイントとの合算が可能で、サイトで注文した書籍を自分の居住地に最も近い「Honya Club」加盟店で受け取ることも可能=代金は後払いとなり、店頭受け取りを選んだ場合は受け取り時に当該書籍注文コード控えを店頭レジで店員に提示し「現金（『honya Club』ポイント対応店は税込み216円以上でポイント加算）」又は「Honya Club店頭ポイント」にて支払う（商品代以外の各種手数料は不要。『honya Club』ポイント非対応店で受け取る場合は現金支払いのみ可）。宅配受け取りを選んだ場合は「代引き」・「honya Clubサイトポイント利用」・「クレジットカード」のうちいずれか一つを選択（代引き支払いは「代引き手数料300円」が別途加算）。雑誌定期購読・一部洋書・その他商材注文は「クレジットカード支払い」のみ利用可能。
- 盛岡大通本店・イオンタウン釜石店・野辺地店は「Club公式サイト」内で各店舗の書籍在庫を確認可能（但し野辺地店はhonya Clubカードポイント非対応）。さらに盛岡大通本店以外の各店舗では文具も取り扱っている。

## 他の主な書店チェーン
- 東山堂 - さわや書店同様、岩手県盛岡市に本社を置く老舗書店チェーン。
- 成田本店 - 青森県青森市に本社を置く老舗書店チェーン（全店「honya Clubカードポイント」対応。但し「honya Club」サイト内での書籍在庫検索には全店非対応）。
- 伊吉書院 - 青森県八戸市に本社を置く老舗書店チェーン。